# The Barry Sisters
A The Barry Sisters (jiddis: שװעסטער באַרי), (eredetileg: Clara és Minnie Barry – sz.: 1923; 1925.) egy közkedvelt dzsessz- és klezmerénekes testvérpár volt Amerikában az 1940-70-es évek között.
A nővérek Bronxban (New York) születtek egy emigráns orosz zsidó családban. Eleinte The Bagelman Sisters néven léptek föl.

## Lemezek
- The Barry Sisters; Cadence CLP-4001
- At Home with the Barry Sisters; Roulette SR-25060
- Side by Side; Roulette SR-25136
- We Belong Together; Roulette SR-25156; 1961
- Shalom; Roulette SR-25157
- The Barry Sisters in Israel (live); Roulette SR-25198
- The World of the Barry Sisters: Memorable Jewish Melodies; Roulette SR-25258
- Our Way (Tahka-Tahka); Roulette/Mainstream/Red Lion MRL-393; 1973
- Fiddler on the Roof; ABC-Paramount ABCS-516
- Something Spanish; ABC-Paramount ABCS-578
- A Time To Remember; ABC-Paramount ABCS-597
- The Barry Sisters; Banner BA-1009